# آدم كول
أوستن جينكينز (بالإنجليزية: Adam Cole) (ولد في 5 يوليو 1989)  هو مصارع أمريكي محترف وممثل حاليا موقع عقد مع منظمة المصارعة آول إليت ريسلينغ، حيث يصارع تحت أسمه في الحلبة آدم كول. عرف خلال فترة عمله مع منظمة المصارعة الأمريكية رينغ أوف هونر (آر أو إتش ROH). حيث صارع لديهم وأصبح ثلاث مرات بطل ROH للعالم، وهو أول مصارع يحقق ذلك. وهو أيضا بطل مرة واحدة لبطولة ROH للتلفاز. أيضا عرف خلال فترة عمله في منظمة المصارعة اليابانية نيو جابان برو رسلينق (أن جي بي دبليو NJPW).
كول أيضا صارع لمنظمات مصارعة مستقلة كثيرة، من ضمنهم منظمة أنترناشونل رسلينق كارتيل (IWC)، حيث سبق له أن حمل بطولة IWC سوبر أندي. هو أيضا سبق له ان صارع لمنظمة كومبات زون رسلينق (سي زي دبليو CZW)، حيث هو بطل لمرة واحدة وأطول من حمل بطولة العالم للوزن المتوسط، ومنظمة ماريلاند شامبيونشيب رسلينق (أم سي دبليو MCW)، نورثأيست رسلينق وأيضا منظمة برو رسلينق قوريلا (بي دبليو جي PWG)، حيث هو بطل سابق لبطولة PWG للعالم ويحمل الرقم القياسي كأطول شخص حمل البطولة في التاريخ.

## مسيرته في مصارعة المحترفين

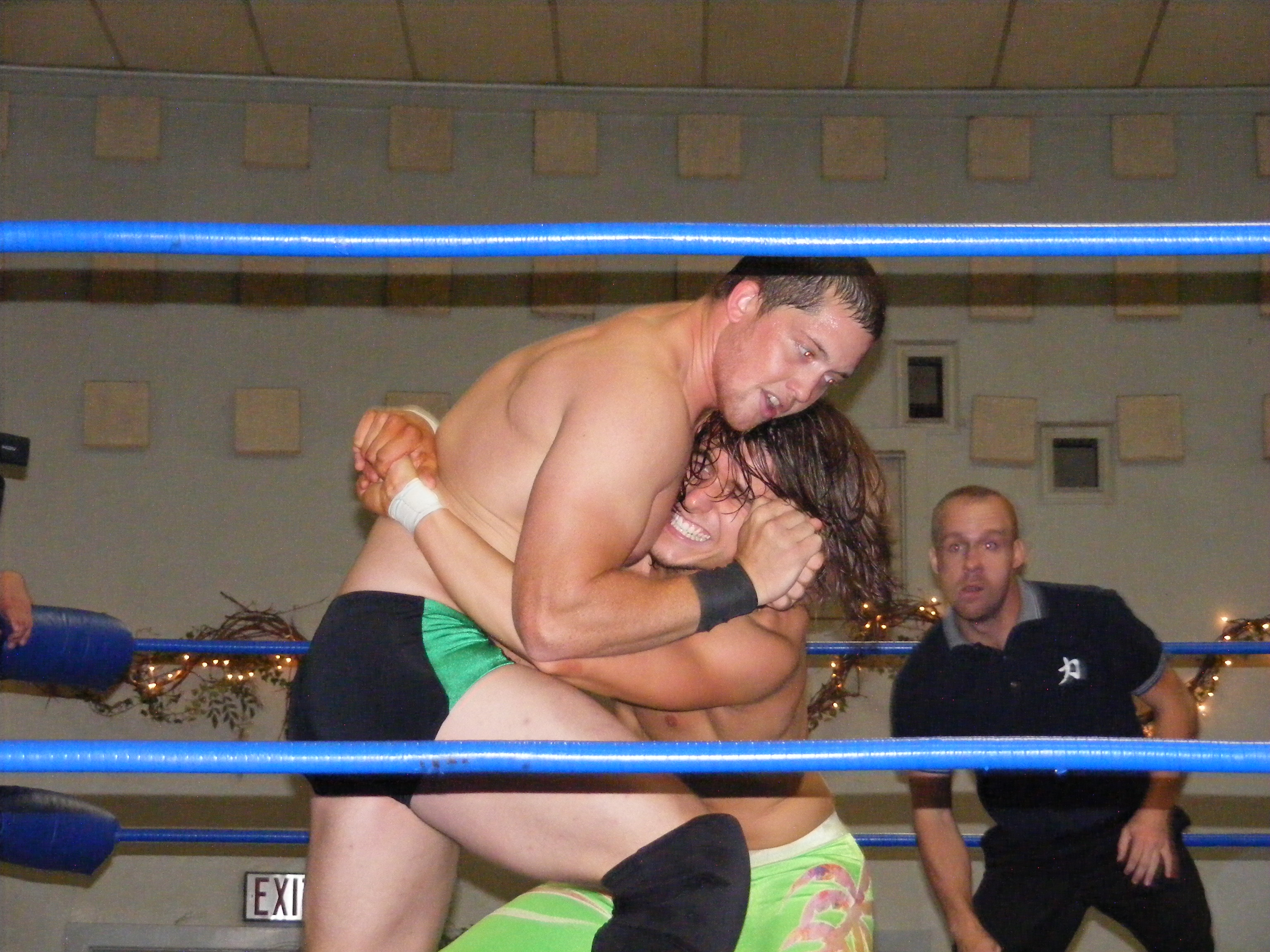
آدم كول ضد كايل أورايلي

### كومبات زون رسلينق(2008–2013)
جينكينز تدرب في أكاديمية منظمة كومبات زون رسلينق تحت يد دي جي هايد وجون داهمر. وأصبح طالب رسميا في 14 نوفمبر 2007، بينما لا يزال في سنته الأخيرة في المدرسة الثانوية. ظهر لأول مرة في CZW بعرض نو بن أنتينديد بأسم أدم كول في 21 يونيو 2008، حين تعاون مع ذا ريزن في خسارة لصالح GNC (جو قاسي وأليكس كولون). ظهوره التالي كان في 13 سبتمبر بعرض كريس كاش ميموريال شو، حين خسر لصالح تايلر فيرتاس بمباراة أقيمت بالأكاديمية. كول بدا عداوة مع GNC ، منافسا أياهم في عدة مباريات مع عدة شركاء، مما أدى مباراة حين أنتصر GNC و EMO على كول، أل جي كروز وأتش دي تي في، في مباراة فرق سداسية في 11 أكتوبر. في العرض التالي نايت أو أنفامي 7 : قريد، GNC أنتصروا على كول وأتش دي تي في بمباراة فرق زوجية. كول حضى بأول أنتصار له على GNC بعرض كايج أوف ديث 10 : ألترافيولينت أنفيرسري في 13 ديسمبر، حين أنتصر هو وفيرتس وكروز على GNC و EMO في مباراة فرق سداسية.

### حلبة الشرف(2009-2017)

#### فيوتشر شوك (2009–2012)
كول ظهر لأول مرة في حلبة الشرف (آر أو إتش/ROH) في 28 فبراير 2009، حين خسر في مباراة غير متلفزة لصالح جون كيرمان في تسجيلات عرض رينغ أوف أونر رسلينغ. في تسجيلات عرض رينغ أوف هونر رسلينغ في الليلة التالية، كول صارع في مباراة غير متلفزة مرة أخرى، متعاونا مع نينجا بروان ضد جون كيرمان وكوري أبوتي. المباراة أنتهت بدون فائز حين هاجم فريق دارك سيتي فايت كلوب (كوري شافيز وجون دافيز) المنافسين في المباراة. ظهر كول في حلقة يوم 26 يوليو 2010 من عرض رينغ أوف هونر رسلينغ، متعاون مع نيك ويستقايت في خسارة لصالح فريق ذا كينقز أوف رسلينغ (كريس هيرو وكلاوديو كاستانغولي).

### نيو جابان برو رسلينق(2014–2017)
خلال شراكة حلبة الشرف مع نيو جابان، كول ظهر لأول مرة في اليابان في 10 أغسطس 2014 في توكوروزاوا (سايتاما) ، متعاون مع زميله في فريق كينقدوم مايكل بينيت لينتصروا على كابتن نيو جابان وجوشن ثوندر ليغر في مباراة فرق زوجية.
كول عاد لـنيو جابان في 22 سبتمبر 2016، ممثل فريق بولت كلوب ونجح في الدفاع عن بطولة ROH للعالم أمام ويل أوسبريي بعرض دستراكشن أن هيروشيما. بعدها بثلاثة أيام بعرض دستراكشن أن كوبه، كول وذا يونق باكس خسروا لصالح ديفيد فينلي، ريكوشيه وساتوشي كوجيما في مباراة على بطولة NEVER للفرق الثلاثية الشاغرة. تم أزالة ملف أدم كول من موقع نيو جابان.

### دبليو دبليو إي

#### أن أكس تي(2017-إلى الآن)
قبل ان يوقع مع دبليو دبليو إي، في أول نهاية أسبوع في شهر فبراير 2013، جينكينز خاض تجربة في مركز التدريب الخاص دبليو دبليو إي في فلوريدا. في 14 أغسطس 2017، مصادر عدة أكدت أن جينكينز قد وقع عقد مع دبليو دبليو إي وسوف يعمل في منظمة التطوير الخاصة بالشركة أن أكس تي. كول ظهر لأول مرة في أن أكس تي في 19 أغسطس بعرض أن أكس تي تايك أوفر: بروكلين، مهاجما البطل الجديد لأن أكس تي درو ماكنتاير، مع كل من بوبي فيش وكايل أورايلي، وبذلك يصبح بالشخصية الشريرة. في الشهر التالي، الثلاثي كول بوبي فيش وكايل أورايلي أطلقوا على أنفسهم أسم «ذا أندسبيوتيد أيرا» (عصر بلا منازع).

## حياته الشخصية
جينكينز لديه شقيق أصغر منه. انفصل والديه عندما كان عمره 10 سنوات.
جينكينز قال أن شون مايكلز هو ملهمه. جينكينز أخذ دروس كاراتيه عندما كان طفل. وهو يتمتع بالغوص.
جينكينز في علاقة غرامية مع مصارعة من بيتسبرغ وهي بريت بيكر.

## في المصارعة
- الضربة القاضية
  - كورونا كرش (دي دي تي)
  - فيقر-فور ليقلوك
  - فلوريدا-كي (سوبلكس)
  - لاست شوت (براينبستر)
  - باناما سبرايز (باليدرايفر)
  - شينينق وزرد
- حركات معروف بها
  - كولوتريال (براينبستر)
  - ديفينق كروسبودي
  - فايرمان نكبريكر
  - جرمان سوبلكس
  - عدة ركلات
    - كورونا كيك
    - أنزيغري
    - قاميقيري
    - سوبر
- المدراء
  - ميا يم
  - بوبي فيش
  - كايل أورايلي
- ألقابه
  - «ذا ون»
  - «ذا باناما سيتي بلايبوي»
  - «ذا أندرستي رولر»
  - «ذا بيست دامن رسلر أون ذا بلانت»
- أغاني الدخول
  - «فايثليس» من قبل أنجيكتيد
  - «بريك انوثا» من قبل بليك لويس

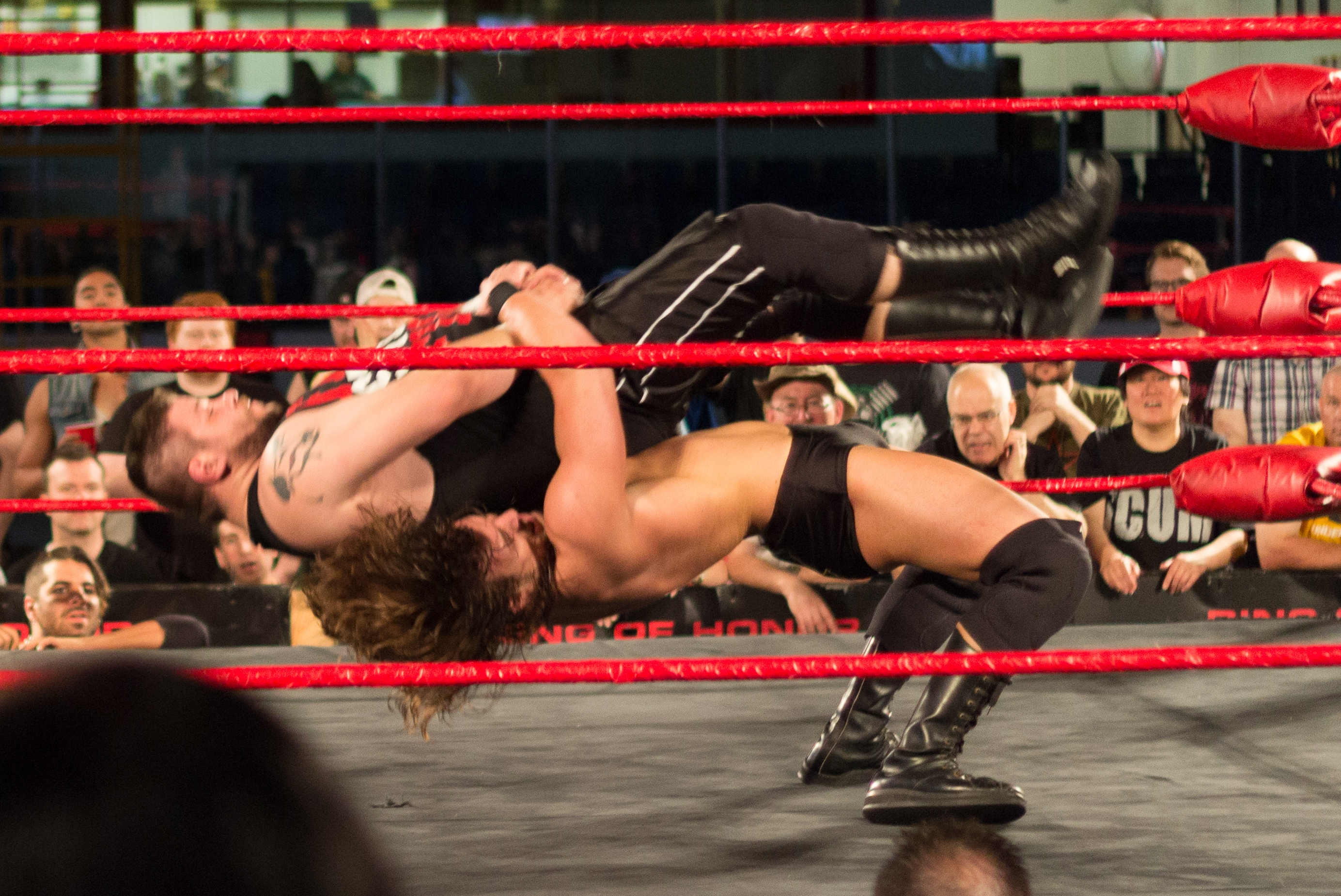
كول ينفذ حركة فلوريدا-كي على كيفن ستين.

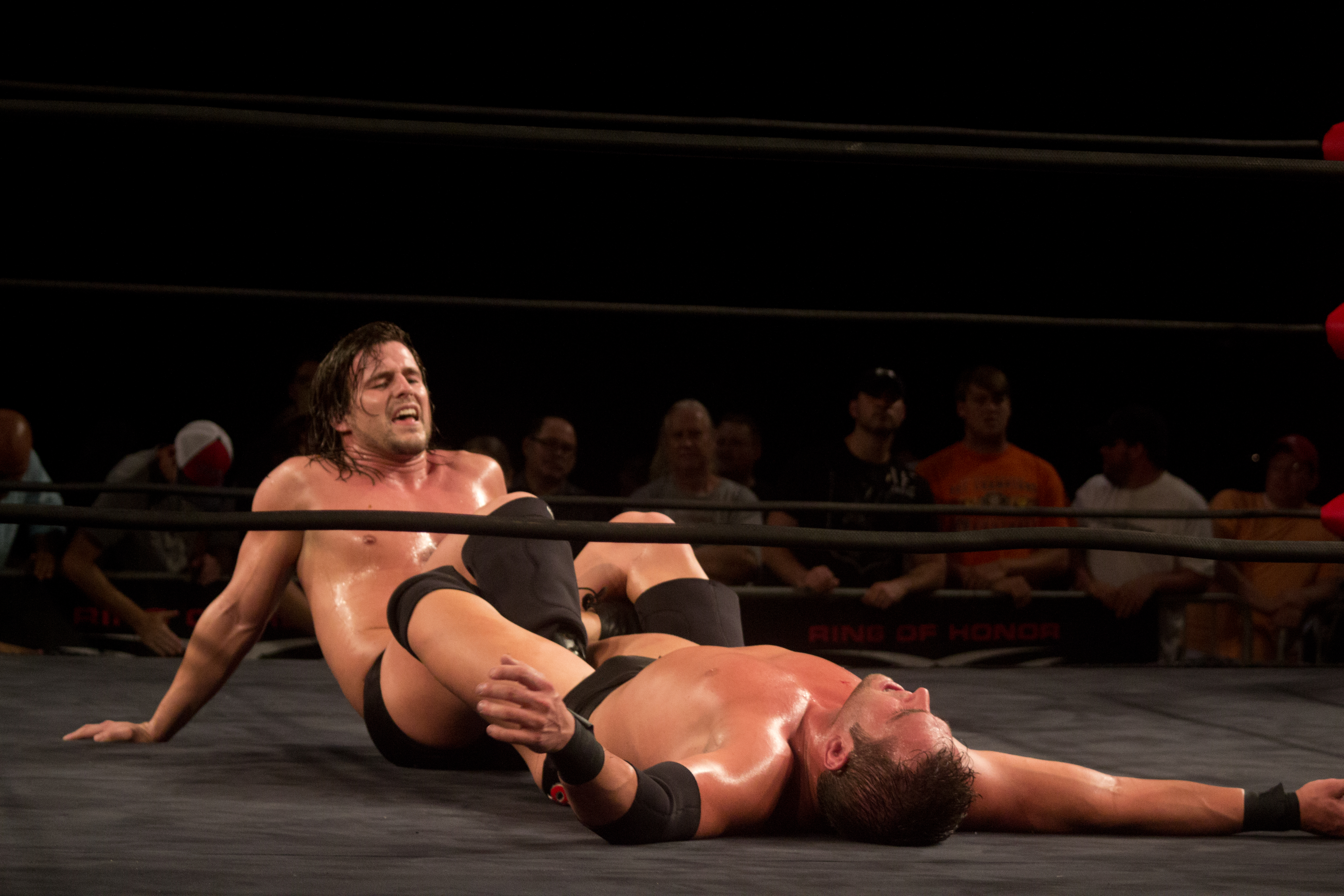
كول ينفذ حركة فيقر فور ليقلوك على رودريك سترونغ.

  - «قيت اوف ذا ستوفز» من قبل ذا ستوفز
  - «واتا مان» من قبل سالت-أن-بيبا
  - «سمثنق فور يو» من قبل ديفيد رولفي
  - «شوت أيم» من قبل QBrick (كجزء من فريق البولت كلوب)
  - «آدم كول باي-باي» من قبل يونسوكي كيتامورا
  - «أندسبيوتيد» (20 سبتمبر 2017 إلى الآن: كجزء من ذا أندسبيوتيد أيرا)

## البطولات والانجازات
- كومبات زون رسلينق

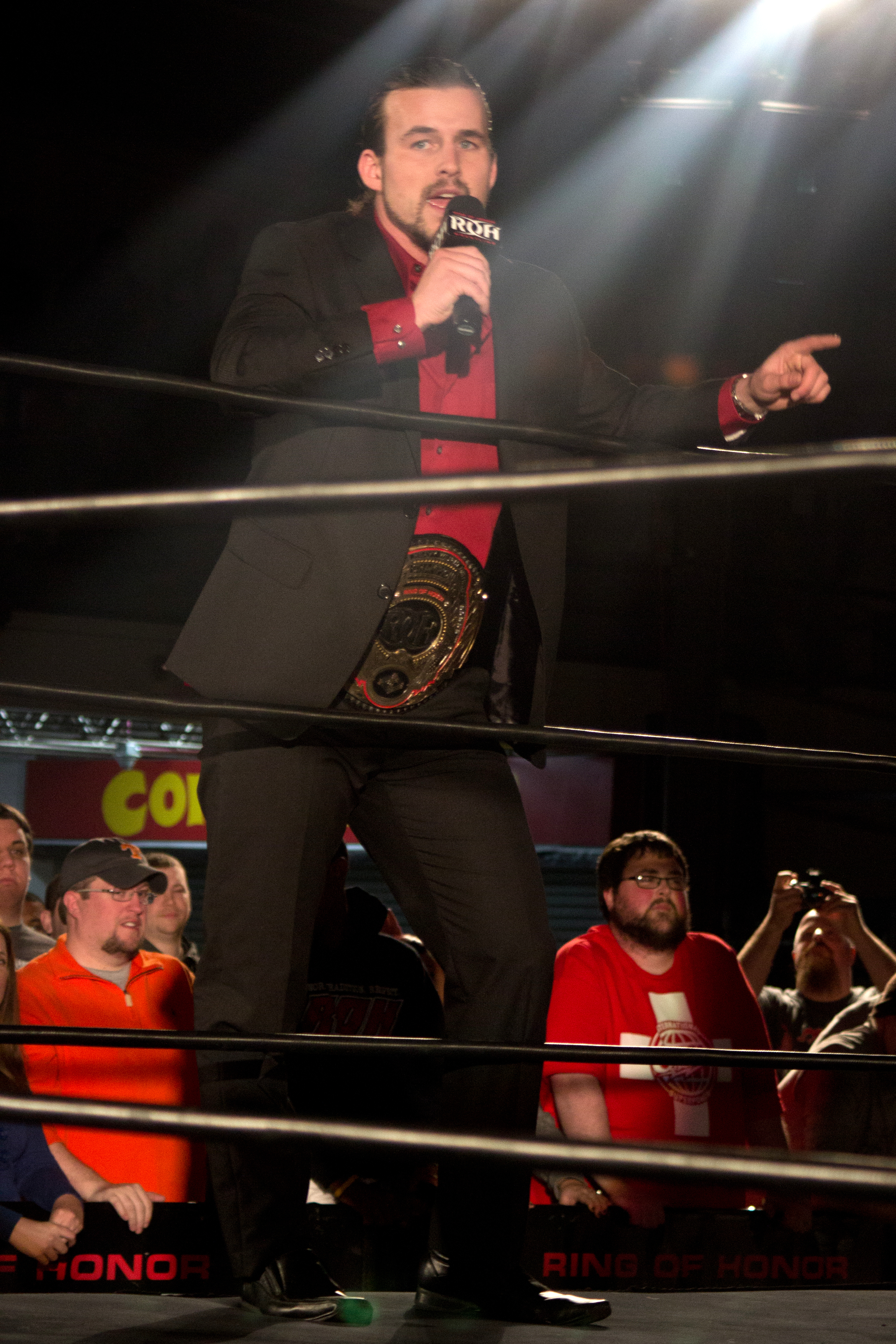
كول هو أكثر شخص حقق بطولة ROH للعالم بعدد ثلاث مرات.

  - بطولة العالم للوزن المتوسط (مرة واحدة)
  - أفضل الأفضل أكس (2011)
- وورلد رسلينغ ليغ
  - بطولة الوزن الثقيل (مرة واحدة)
- أسترين رسلينغ ألأينس
  - بطولة الوزن المتوسط (مرة واحدة)
- قراوند بريكينغ رسلينغ
  - الفائز في دورة معركة قيتيسبرق (2009)
- أنترناشونال رسلينغ كارتيل
  - بطولة IWC سوبر أندي (مرة واحدة)
  - الفائز في دورة سوبر أندي 16 (2017)
- ماريلاند شامبيونشيب رسلينغ
  - بطولة تلفاز رايج (مرتان)
  - كأس شين شامروك التذكاري (2012)
- نيو هرايزن برو رسلينغ
  - بطولة فن القتال (مرة واحدة)
- بريمير رسلينغ أكسبريس
  - بطولة PWX للوزن الثقيل (مرة واحدة)
- بريستون سيتي رسلينغ
  - بطولة PCW للوزن المتوسط (مرة واحدة)
- برو رسلينق قيريلا
  - بطولة PWG للعالم (مرة واحدة)
  - دورة معركة لوس أنجلوس (2012)
- مجلة برو رسلينق أليستريتد
  - تم تصنيفه في المرتبة 9# في قائمة أفضل 500 مصارع لهذا العام (2014)
- برو رسلينغ وورلد1
  - بطولة شمال أمريكا (مرة واحدة)
  - كأس شينا هاشيموتو التذكاري (2010)
- ريل شامبيونشيب رسلينغ
  - بطولة الوزن المتوسط (مرة واحدة)
  - بطولة الفرق الزوجية (مرة واحدة) - مع ديفون مور
- رينغ أوف هونر
  - بطولة ROH للعالم (3 مرات)
  - بطولة ROH للتلفاز (مرة واحدة)
  - دورة بطولة ROH للعالم (2013)
  - الفائزين بدورة تحديد المنافس الأول على بطولة ROH للفرق الزوجية العالمية (2011) - مع كايل أورايلي
  - الفائز بدورة سرفايفول أوف فيتسيت (2014)
- سوكال أنسينسورد
  - جائزة أفضل نزال (2012) مع كايل أورايلي ضد سوبر سماش برذرز ويونق باكس (مات جاكسن ونيك جاكسن) في 21 يوليو
  - جائزة أفضل نزال (2016) مع يونق باكس (مات جاكسن ونيك جاكسن) ضد ويل أوسبريي ومات سيدال وريكوشيه في 3 سبتمبر
  - جائزة أفضل مصارع لهذه السنة (2013)
- ريسل سيركس
  - بطولة بيق توب للفرق الزوجية (مرة واحدة) - مع بريت بيكر
- نشرة ريسلنق أوبزيرفر
  - مباراة 5 نجوم (2016) مع يونق باكس (مات جاكسن ونيك جاكسن) ضد ويل أوسبريي ومات سيدال وريكوشيه في 3 سبتمبر
  - أفضل مبتدئ لعام (2010)
- WXW C4
  - بطولة WXW C4 هيبرد (مرة واحدة)

## وصلات خارجية
- آدم كول على موقع IMDb (الإنجليزية)
- آدم كول على موقع قاعدة بيانات الفيلم (الإنجليزية)
- آدم كول على موقع دبليو دبليو إي (الإنجليزية)
- آدم كول على موقع WrestlingData.com (الإنجليزية)
- آدم كول على موقع CageMatch worker (الإنجليزية)
- آدم كول على موقع قاعدة بيانات المصارعة على الإنترنت (الإنجليزية)
- آدم كول على موقع عالم المصارعة على الإنترنت (الإنجليزية)
- آدم كول على موقع عالم المصارعة على الإنترنت (الإنجليزية)